# Edenserloog

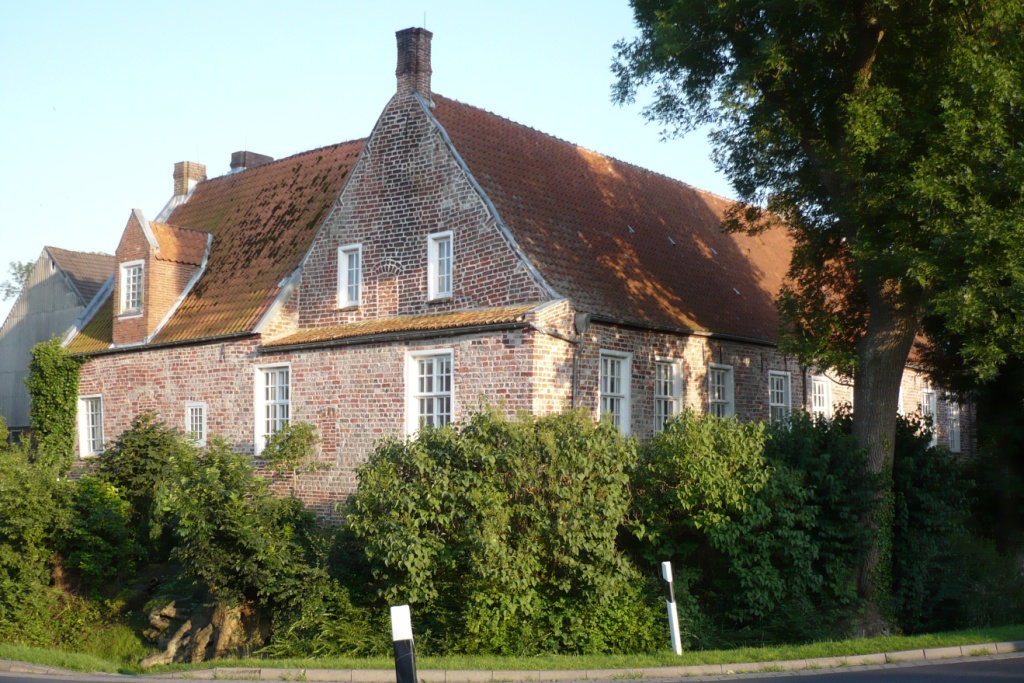
Burg Edenserloog

Edenserloog ist neben Werdum und Gastriege einer von drei Ortsteilen von Werdum, einer Gemeinde in der Samtgemeinde Esens im ostfriesischen Landkreis Wittmund, Niedersachsen.
Das Dorf ist aus der Burg Edenserloog hervorgegangen. Erstmals wird es 1491 als Edelens erwähnt. Spätere Bezeichnungen sind enser Loech (1684) und Edelserloog oder Edenserloog (1824). Der Ortsname ist eine Zusammensetzung des Rufnamens Eddelt und dem mit dem altfriesischen Kollektivsuffix -ingi, dem später noch die Endung Loog für Dorf angehängt wurde. 1823 lebten in Edenserloog 133 Bewohner, die sich auf 35 Feuerstellen verteilten. Im Jahr 1848 wurden in dem Dorf vier Höfe mit 33 Einwohnern gezählt.